# ポレドラ
ポレドラ（Poledra） は、デイヴィッド・エディングスのファンタジー小説『ベルガリアード物語』およびそれに続く『マロリオン物語』などに登場する架空の人物。

## 人物概略
雌の狼でありながら魔術を使うことが出来る、梟神アルダー（Aldur）の『秘蔵っ子』。《ムリンの書》に代表される『光の予言』において【見張り女】と呼ばれ、マロリオンで探索の旅の仲間となる。特徴としては、
- 人間に変身したとき、茶色の服を身にまとい、黄褐色の髪と金色の瞳を持つ女性になる。
- 顔立ちは娘たちによく似ている。
- 狼と人間以外の動物に変身するときは、純白の梟の姿を好む。
- 目を痛めるので読書はしない。
- 『ベルガリアード物語』シリーズに登場する女性陣のなかでは最年長。

である。夫は魔術師ベルガラス（Belgarath）、娘は女魔術師ポルガラ（Polgara）とリヴァ王国（Riva）の初代王妃ベルダラン（Beldaran）、娘婿はダーニク（Durnik）と《鉄拳》リヴァ（Riva Iron-grip）、遠い『孫』はベルガリオン（Belgarion）。

## 人間性
物事にあまりこだわらない、飄々とした性格の持ち主である。それは人間の概念ではなく、狼の概念で物事を見るからであろう。人間が畏敬の念を持ってあがめる神ですら、彼女にとっては『すてきなヒト』なのだ。
まわりくどい物の言い方やうわべばかりつくろった行動が嫌いで、そんな相手にはストレートな物言いや行動を求める傾向がある。非常に聡明で、ちょっとしたことで物事のプロセスや結末を予想できるうえ、『恐怖』の二文字を知らないので、敵に回したら相当な脅威になる存在である。
己の使命を熟知し、上手に立ち回ることができる。アルダーの弟子のなかでも有能な方であるに違いない。まさに『デキる女』なのである。その有能ぶりはアルダーにも高く評価されている。しかも、深い愛情を持っているので、夫やその『兄弟』たち、娘や子孫に心から尊敬され、愛されている。
欠点をあげるとすれば、プライドが高いゆえに馬鹿にされたことを根に持つことと、人間ほど疑り深くないので相手に丸め込まれやすいところであろう。とくに、ベルガリオンの妻セ・ネドラ（Ce'Nedra）に言いくるめられやすく、あれよあれよと彼女の策略に乗せられてしまい、夫と娘に自伝を書かせてしまったほど。
いずれにせよ、このシリーズ最強の女性であることは間違いない。

## 人生

### 登場から娘の出産まで
5000年以上昔――現在では東と西に分かれている大陸は、かつてはひとつであった。神々は地上に降臨し、自身が選んだ民とともに暮らしていた。
そんななか、竜神トラク（Torak）は《アルダー谷》にある長兄アルダーの塔に出向き、事もあろうにアルダーを殴り、過去・現在・未来と強大な力を秘めた《アルダーの珠》を強奪してしまった。アルダーの弟子たちは他の兄弟神のところへ向かうべく、《アルダー谷》を後にした。
ある夏の終わりの日の午後、彼女は『待っていた』。北へ向かう1匹の雄の狼を。彼女はその狼と一緒にたわむれようとするが断られてしまう。実はこの狼、本物の狼ではなかった。狼の正体は人間で、名前はベルガラス――唯一民を持たなかったアルダー神の一番弟子。彼は《アルダーの珠》がトラクに盗まれたことを伝えるため、アルダーの末弟・熊神ベラー（Belar）のいるアローン人の土地へ向かっていたのだ。ベルガラスの到来をずっと待っていた彼女は、一緒にベラーのもとへ行くことにする。
ベルガラスと一緒にベラーを《アルダー谷》に連れてきた彼女は、ベルガラスの『兄弟』の間で注目の的になった。とくにベルゼダー（Belzedar）は、「狼はもっとも信頼できる動物ではない」と、彼女を軽蔑した。彼女はその言葉に怒り、思わずベルゼダーに牙をむく。この一件は彼女にとって最大の遺恨となり、数千年の後まで尾を引くことになる。彼女が疲れて身体を丸めている間に、アルダーと弟神たちとの長い長い会議は最悪の方向へ話がまとまる。アルダーが辛そうな面持ちで弟子たちに結論を伝えている間、彼女は《師》に頭を撫でられていた。
やがて、トラクと他の兄弟神が《アルダーの珠》をめぐり、人類を巻き込んだ戦争を始めることになってからも、彼女はベルガラスと行動をともにする。ベラー率いるアローン人とともにコリム山脈へ向かい、他の神々や彼らの民とともにトラクを包囲した。トラクの民・アンガラク人は大量虐殺され、窮地に追い込まれた彼は《アルダーの珠》を天に掲げた。その瞬間、大音響とともに巨大なヒビが大陸を縦断し、すき間に海水が流れ込んだ。大陸が東西に二分されたのだ――それでも彼女は人間ほど恐怖を感じず、驚嘆の眼差しで事のすべてを見届けたのだった。
人類の半分が死んだ悲劇に苦しむベルガラスをよそに、彼女は彼についていった。大陸を二分したトラクは《珠》で左腕と顔の左半分に一生癒えない火傷を負い、アルダーをはじめとする神々は《珠》を奪還する機会をうかがっていた。そうこうしているうちにベルガラスは3000回目の誕生日を迎えた。それを彼に教えたのは、ほかでもない彼女だった。それから数年後、ベルガラスは狼に変身する。そのプロセスを見ていた彼女は、彼の目の前で純白の梟に変身してみせた。「こうやるのね」とつぶやいて。
数百年後、彼女はベルガラスの前から姿を消した。それから20年近くが過ぎようとしていた頃、アルダーの命令でモリンド人のもとへ行っていたベルガラスの前に、彼女は姿を現す。黄褐色の髪を持つ人間の女性・ポレドラとして。《アルダー谷》の北端にある茅葺きの小屋で、彼女はベルガラスをもてなした。やがて彼女はベルガラスの塔に引越し、彼がモリンドランドから戻ってきた翌年の春に結婚した。
やがて、彼女は妊娠する。しかしその年の冬、ベラーの神託を受けたアロリアの王族が夫婦のもとを訪れる。アロリア王《熊の背》チェレク（Cherek Bear-shoulder）と3人の息子たちは、《珠》の奪還のためベルガラスの塔を訪れたのだ。《光の子》になったベルガラスが、やむなくチェレクたちと旅立った後、彼女は狼としての本能を持っていないお腹の子供たちの教育について《師》に相談した。その結果、子供たちが胎内にいる段階で教育を始めることになった。お腹にはふたりの娘がいたが、《意志》で語りかけ、それぞれに別々の教育をほどこした。同時に、双子の一方は《師》によって肉体を創り変えられた。肉体を創り変えられた娘こそ、のちに女魔術師ポルガラとなる子供である。
数ヵ月後、夫の『兄弟』ベルディン（Beldin）やベルティラ（Beltira）、ベルキラ（Belkira）が見守るなか、彼女は出産する。ちょうどベルガラスとアロリアの王族たちが、トラクの眠るクトル・ミシュラクから《アルダーの珠》を奪還した頃である。が、予想以上の難産のために『死亡』してしまう。しかし、この『死』は必要不可欠なものであった。彼女は《師》とその父ウル（UL）の命により、《光と闇の最終対決》が終わるまで精神体として世界を見張ることになったのだ。

### 娘の誕生から【神をほふる者】の誕生まで
精神体となった彼女は【神をほふる者】の誕生までポルガラを導く一方、世界の情勢をくまなく見張り続けることになる。
ポルガラの心にじかに語りかけたり、時には実体となって現れたりしながら、彼女に魔術を教えた。ポルガラが16歳になったとき、もうひとりの娘ベルダランが《アルダーの珠》の守護者となった《鉄拳》リヴァと結婚することになった。ベルダランの婚礼の儀で彼女はポルガラに重要な使命を受け入れさせる。それは《珠の守護者》となるリヴァとベルダランの子孫たちを守り続ける、というものだった。
夫と一粒種のダラン（Daran）王子を遺して天に召されるベルダランをポルガラと看取った後、彼女は世界を見張る使命に戻る。
以降、西方諸国に危機が迫ったり予言に関連する出来事が発生したとき、ポルガラに指示を与えていくことになる。トラクの弟子クトゥーチク（Ctuchik）の策略からアレンディアを救うこと、今やトラクの側近となった《裏切り者》ゼダー（Zedar）の甘い誘いからニーサの女王サルミスラ（Salmissra）の目を覚まさせること、西方大陸にあるアンガラク人国家ガール・オグ・ナドラクに行って予言に関係するふたりの人物に会って来ること……彼女は夫ベルガラスのあずかり知らぬところで娘に自分の代理をさせていく。
だが、いくら意志が強い女魔術師だからといっても、娘のポルガラにも能力の限界がある。アローン暦4850年から4875年にかけて起きたトラクの西方諸国への侵攻では、彼女は実体化してポルガラの前に現れた。彼女は当時《光の子》として影で動いていた。その役目がリヴァの《番人》ブランド（Brand）に引き継がれると、娘と純白の梟に《合体変身》した。4875年のボー・ミンブルの戦いでは、竜神トラクの強大な意志に屈服しそうになった娘を2度救った（ちなみに、この戦いで、彼女はかつて自分を小ばかにしたゼダーに積年の恨みを晴らした）。
【神をほふる者】ベルガリオンの誕生が近づくにつれ、彼女も夫やほかの魔術師たち同様いそがしさを増していったのか、ガール・オグ・ナドラクへの旅以降は娘にこれといった指示を与えていない。彼女が再び姿をあらわすには、当時『ガリオン』（Garion）と呼ばれていた彼がリヴァで正式に【神をほふる者】リヴァ国王ベルガリオンとなった夜。彼がポルガラと一緒にいた部屋の窓の向こうで、今は亡きベルダランの幻影とともに遠い孫を祝福するのだった。

## 『マロリオン物語』での活躍
《闇の子》ザンドラマス（Zandramas）に誘拐された愛息ゲラン（Geran）を取り戻す旅に出たベルガリオン一行の前に彼女が姿を現すのは、一行が東方大陸最北の国・カランダ七王国の洞窟でザンドラマスと遭遇した時である。ダーニクの斧でザンドラマスを殺害しようとしたセ・ネドラを止めたのだ。さらに、様々な攻撃や妨害工作で一行の行く手をはばみ、挙げ句の果てにケルの女予言者シラディス（Cyradis）にハッタリをかますザンドラマスを余裕の表情で威嚇する。ふたりの威嚇合戦は物語の終盤まで続くことになる。
その後も彼女は一行をザンドラマスの魔の手から救い、重大な情報をベルガリオンらに伝える。ザンドラマスがザカーズ（Zakath）の代わりに、彼の従兄弟オトラス（Otrath）をマロリー皇帝に仕立て上げたこと、西方大陸最南端の国クトル・マーゴスの高僧グロリム・アガチャク（Agacha）がミシュラク・アク・タールの王ナセル（Nathel）を連れてダラシア保護領（Dalasian Protectorates）に上陸したこと、メルセネ帝国の一公国ガンダハールにザカーズ率いるマロリー軍が待ち受けていること……彼女は【見張り女】としての使命を十二分に果たす。
その後、彼女はザンドラマスの故郷ダーシヴァで、意外な姿で一行の前に現れる。ベルガリオンはペリヴォー島に到着した頃から真実に気づき始めるが、夫ベルガラスと娘ポルガラは一向に気づかなかった。彼女が正体をあらわすのは、ベルガリオンたちがザンドラマスの部下ナラダス（Naradas）の策略を次々と打ち砕き、彼がこの旅で果たすべき真の使命に気づいたときだった。
予言で最終決戦の地と定められている『もはや存在しない場所』で、彼女はザンドラマスの《最終兵器》悪魔モージャ（Mordja）の正体と目的を暴く。さらにモージャの魔力を弱め、戦いを有利にする。
《光と闇の最終対決》の終焉を見届けた彼女は、一行に別れを告げる。【見張り女】としての使命を終えたとき、彼女は娘ベルダランの待つ場所へ帰らなければならないのだ。が、彼女を心底愛しているベルガラスはかたくなに永遠の別れを拒む。彼女が死ぬなら自分もすべてをなげうつ覚悟でいる、と。そんなふたりにアンガラクの新しい神エリオンド（Eriond）は突拍子もない行動に出るのだった……。